# Lúthien
Lúthien Tinúviel és un personatge fictici de l'univers de J.R.R. Tolkien, la Terra Mitjana. Va ser una elf / maia, la més bella de tots els fills de l'Il·lúvatar, filla del rei Elu Thíngol de Dòriath i de Mèlian la Maia.
La seva història d'amor amb el mortal Beren és un dels relats de l'Antigor més importants, en la que es veuran reflectits milers d'anys més tard Àragorn i Arwen. Lúthien significa "Encantadora", i Tinúviel vol dir "Rossinyol". Aquest últim sobrenom li va posar Beren després de sentir-la cantar.
Tolkien va basar el personatge en la seva esposa Edith.
Lúthien es va enamorar de Beren, un home de la Casa de Bëor. La relació era inviable des del principi, ja que Lúthien era l'apreciadíssima filla única del rei èlfic més poderós de Beleríand i d'una maia, mentre que Beren era un mortal fugitiu de les forces del Senyor Fosc.
Thíngol va determinar-se a no deixar que Beren es casés amb la seva filla, i per això li va imposar una tasca impossible: havia de portar-li com a regal un dels Silmarils que Mórgoth s'havia fet encastar a la seva corona. Però contra la voluntat del seu pare Lúthien va marxar amb Beren per ajudar-lo en la seva tasca. Després de molts perills, incloent-hi un segrest per part dels fills d'en Fèanor, la fuga de les presons de Sàuron i la mort del seu company Fínrod Felagund, la parella va acomplir la missió, però Beren va morir poc després d'acomplir-la. Lúthien es va morir de dolor i un cop a les Cavernes de Mandos va suplicar al vala per la vida de Beren i la seva pròpia. Mandos va concedir tornar Beren a la vida amb la condició que quan arribés el seu dia tots dos moririen com els homes mortals. Va ser l'únic cop en què Mandos va actuar per compassió, i tot i així el sacrifici de Lúthien va ser enorme al renunciar a la seva vida immortal.
Un cop retornats a la Terra Mitjana, van establir-se a Ossíriand, i van tenir-hi un fill, Dior. Beren fer que els nans incrustessin el Silmaril robat a Mórgoth en una joia, el Nauglamir, que li va donar a Lúthien. Es diu que quan el portava la seva bellesa pròpia combinada amb l'esplendor de la gemma era la criatura més bella que mai va existir.
La parella va morir simultàniament, i el Nauglamir va ser heretat pel seu fill Dior.

## Genealogia de la Casa d'Elwë
```
---------------------
| | 

Mèlian
 = 
(Elwë)Thíngol
 
Olwë

| |

Lúthien
 = 
Beren
 ------------------- 
| | |

Dior
 
Eärwen
 = 
Finarfin
 
altres fills

|

Fínrod

Àngrod
 (Pare d'
Oròdreth
)

Aegnor

Galàdriel
```